# Зиновьев, Сергей Никитич
Серге́й Ники́тич Зино́вьев (1731 — 17 марта 1811) — вятский губернатор, действительный статский советник.

## Биография
Происходил из дворян.
Службу начал в 1752 году.
В 1784—1786 годах был помощником правителя Олонецкого наместничества (вице-губернатор).
В 1796 году состоял членом ревизионной комиссии сенатора С. И. Маврина, по результатам деятельности которой были отстранены от должностей чиновники, руководившие Вятской губернией во главе с правителем наместничества Желтухиным, вместо которого был назначен Зиновьев. После преобразования наместничества в губернию он стал первым вятским губернатором; сначала — в чине статского советника, а затем — действительного статского советника.
Во время его службы на должности губернатора произошла реорганизация в структуре местных органов власти. Через два года, 5 сентября 1798 года он был уволен в отставку по прошению.
Член Императорского Вольного экономического общества (1802). Умер в 1811 году в Петербурге, похоронен на Волковском кладбище

## Семья
Вторая жена (с 05 февраля 1805 года) — Авдотья Ивановна, вольная девица. 
Дети: Николай (1800—?), Александр, (1802—?), Надежда, Вера (31.10.1805) и Павел (01.07.1810).